# Gymnastique aux Jeux du Commonwealth de 2014
Les épreuves de gymnastique lors des Jeux du Commonwealth de 2014 se déroulent à Glasgow les 29 et 30 juillet 2014, au Scottish Exhibition and Conference Centre.

## Médaillés

### Gymnastique artistique

#### Hommes
| Épreuve                      | Or                                                                         | Argent                                                                | Bronze                                                                     |
| ---------------------------- | -------------------------------------------------------------------------- | --------------------------------------------------------------------- | -------------------------------------------------------------------------- |
| Concours général par équipes | Angleterre Sam Oldham Louis Smith Kristian Thomas Max Whitlock Nile Wilson | Écosse Frank Baines Adam Cox Liam Davie Daniel Keatings Daniel Purvis | Canada Zachary Clay Nathan Gafuik Anderson Loran Kevin Lytwyn Scott Morgan |
| Concours général individuel  | Max Whitlock (ENG)                                                         | Daniel Keatings (SCO)                                                 | Nile Wilson (ENG)                                                          |
| Sol                          | Max Whitlock (ENG)                                                         | Scott Morgan (CAN)                                                    | David Bishop (NZL)                                                         |
| Barre fixe                   | Nile Wilson (ENG)                                                          | Kristian Thomas (ENG)                                                 | Kevin Lytwyn (CAN)                                                         |
| Barres parallèles            | Daniel Purvis (SCO)                                                        | Nile Wilson (ENG)                                                     | Max Whitlock (ENG)                                                         |
| Cheval d'arçons              | Daniel Keatings (SCO)                                                      | Max Whitlock (ENG)                                                    | Louis Smith (ENG)                                                          |
| Anneaux                      | Scott Morgan (CAN)                                                         | Kevin Lytwyn (CAN)                                                    | Daniel Purvis (SCO)                                                        |
| Saut de cheval               | Scott Morgan (CAN)                                                         | Kristian Thomas (ENG)                                                 | Hoe Wah Toon (SIN)                                                         |

#### Femmes
| Épreuve                      | Or                                                                                | Argent                                                                                        | Bronze                                                                                    |
| ---------------------------- | --------------------------------------------------------------------------------- | --------------------------------------------------------------------------------------------- | ----------------------------------------------------------------------------------------- |
| Concours général par équipes | Angleterre Ruby Harrold Kelly Simm Hannah Whelan Claudia Fragapane Rebecca Downie | Australie Georgia Rose Brown Larrissa Miller Lauren Mitchell Mary Anne Monckton Olivia Vivian | Pays de Galles Elizabeth Bedoe Georgina Hockenhull Jessica Hogg Angel Romaeo Raer Theaker |
| Concours général individuel  | Claudia Fragapane (ENG)                                                           | Ruby Harrold (ENG)                                                                            | Hannah Whelan (ENG)                                                                       |
| Saut de cheval               | Claudia Fragapane (ENG)                                                           | Ellie Black (CAN)                                                                             | Dipa Karmakar (IND)                                                                       |
| Barres asymétriques          | Rebecca Downie (ENG)                                                              | Larrissa Miller (AUS)                                                                         | Ruby Harrold (ENG)                                                                        |
| Poutre                       | Ellie Black (CAN)                                                                 | Mary Anne Monckton (AUS)                                                                      | Georgina Hockenhull (WAL)                                                                 |
| Sol                          | Claudia Fragapane (ENG)                                                           | Lauren Mitchell (AUS)                                                                         | Ellie Black (CAN)                                                                         |

### Gymnastique rythmique
| Épreuve                     | Or                                                           | Argent                                                      | Bronze                                                             |
| --------------------------- | ------------------------------------------------------------ | ----------------------------------------------------------- | ------------------------------------------------------------------ |
| Concours général par équipe | Canada Annabelle Kovacs Maria Kitkarska Patricia Bezzoubenko | Pays de Galles Nikara Jenkins Francesca Jones Laura Halford | Malaisie Fatin Zakirah Zain Jalany Wong Poh San Amy Kwan Dict Weng |
| Concours général individuel | Patricia Bezzoubenko (CAN)                                   | Francesca Jones (WAL)                                       | Laura Halford (WAL)                                                |
| Ballon                      | Patricia Bezzoubenko (CAN)                                   | Francesca Jones (WAL)                                       | Laura Halford (WAL)                                                |
| Massues                     | Patricia Bezzoubenko (CAN)                                   | Francesca Jones (WAL)                                       | Themida Christodoulidou (CYP)                                      |
| Cerceau                     | Patricia Bezzoubenko (CAN)                                   | Francesca Jones (WAL)                                       | Wong Poh San (MAS)                                                 |
| Ruban                       | Francesca Jones (WAL)                                        | Wong Poh San (MAS)                                          | Patricia Bezzoubenko (CAN)                                         |